# توم روس
توم روس (بالإنجليزية: Tom Ross)‏ هو لاعب هوكي الجليد أمريكي، ولد في 17 يناير 1954 في ديترويت في الولايات المتحدة.

## وصلات خارجية
- توم روس على موقع EliteProspects.com (الإنجليزية)
- توم روس على موقع HockeyDB.com (الإنجليزية)